# Drew Kittleson

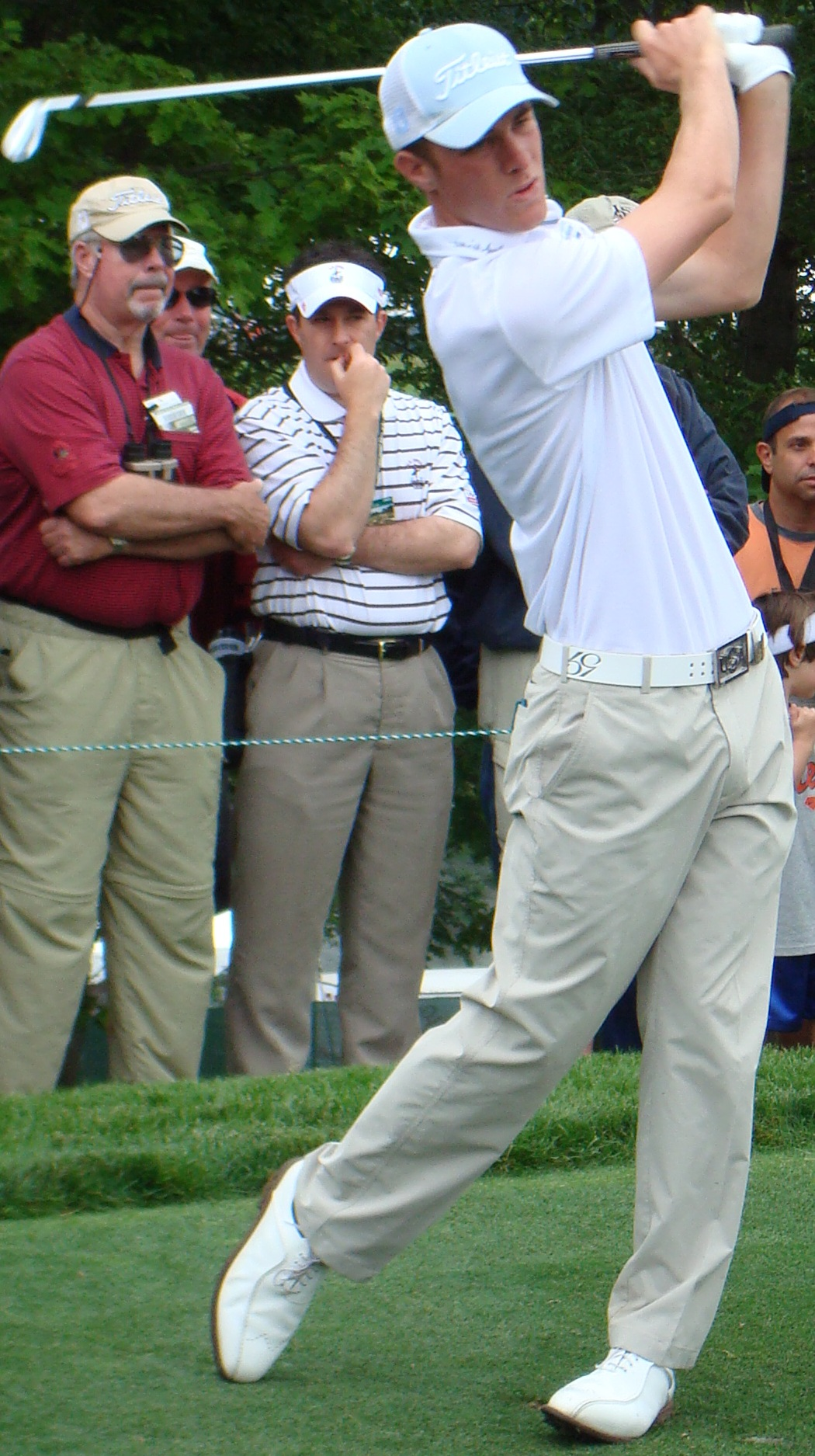
2009

Drew Kittleson (Scottsdale, Arizona, 2 april 1989) is een Amerikaanse amateurgolfer.

## Amateur
Kittleston studeert aan de Florida State University en speelde in Seminoles, het universiteitsteam, toen dat voor het eerst het Atlantic Coast Conference Golfkampioenschap won.
Drew is de zoon van Kurt Kittleson. Zijn moeder, een concert-pianiste, overleed toen hij 13 jaar was. Kurt en Drew hadden beiden dezelfde droom: het US Open, Drew als speler, Kurt als toeschouwer. Toen Drew in 2008 finalist werd in het US amateurkampioenschap, wist Kurt dat hun droom zou uitkomen. Drew verloor de finale met 5&4 van Danny Lee, de jongste winnaar ooit, maar winnaar en finalist krijgen een uitnodiging voor de volgende Masters en US Open. Op de Masters maakte hij 78-72 en miste de cut, maar hij had genoten. Van het US Open genoot hij niet. 
Het was heel slecht weer, zijn afslagen gingen slecht en er moest veel tijd besteed worden aan het zoeken naar zijn bal. Na acht holes werd het spelen gestaakt wegens te veel water op de baan. Hij stond al +7, zijn droom was over. Hij miste de cut, hoewel hij vrijdag twee eagles maakte. Van de Masters krijg je voor elke eagle een kristallen glas. 
 
Danny Lee speelde alleen de Masters en werd toen professional. Kittleson heeft die stap nog niet genomen, in 2011 zit hij in zijn laatste studiejaar.